# Carlo Mario Abate
Carlo Mario Abate (właśc. Carlo Maria Abate; ur. 10 lipca 1932 w Turynie, zm. 29 kwietnia 2019 tamże) – były włoski kierowca wyścigowy.
W 1959 roku wygrał Mille Miglia. W latach 1962–1963 startował w wyścigach Formuły 1, jednak były to wyścigi niezaliczane do klasyfikacji mistrzostw i nie ma zaliczonego żadnego startu w oficjalnym wyścigu F1. Trzy razy brał udział w 24 godzinnym wyścigu w Le Mans. Na zakończenie kariery wygrał w 1963 roku fabrycznym Porsche wyścig Targa Florio w parze z Joakimem Bonnierem.